# Tyti
Tyti   (antic Egipte, segle XII aC - valor desconegut) fou reina d'Egipte, esposa del faraó Ramsès III.

## Identificació
En el passat alguns pensaven que estava casada amb Ramsès X, i que tant ella com el seu marit eren fills de Ramsès IX, i el seu fill era Ramsès XI. Però una altra teoria de Jehon Grist la va situar abans dins la dinastia XX i l'identifica com una filla-esposa de Ramsès III i la mare de Ramsès IV, basant-se en les similituds d'estil de la seva tomba i les dels prínceps que van viure durant aquest període. No obstant això, a jutjar per l'edat del seu fill, això significaria que Ramsès es va casar amb la seva filla abans de pujar al tron.

## Títols
Aquesta reina portava els títols següents:
- Princesa hereva (iryt-p`t)
- Gran Sacerdotessa (wrt-hzwt)
- Dolça d'amor (bnrt-mrwt)
- Reina mare (mwt-ntr)
- senyora de Gràcia (nbt-im3t)
- senyora de les Dues Terres (nbt-t3wy)
- Gran esposa reial (hmt-niswt-wrt)
- esposa de Déu (hmt-ntr)
- Adoradora d'Amon (shmyt-imnw)
- Filla del Rei (s3t-niswt)
- Germana del Rei (snt-niswt)
- Mare del Rei (mwt-niswt).

## Tomba
La tomba de Tyti és la QV52 de la Vall de les Reines. La tomba havia estat descrita per Champollion (tomba 3), Lepsius (número 9), Wilkinson (número 12) i Hay (número 2). La tomba consta d'un passadís, cambres laterals, una sala i una cambra interior (enterrament).